# Furnierpresse

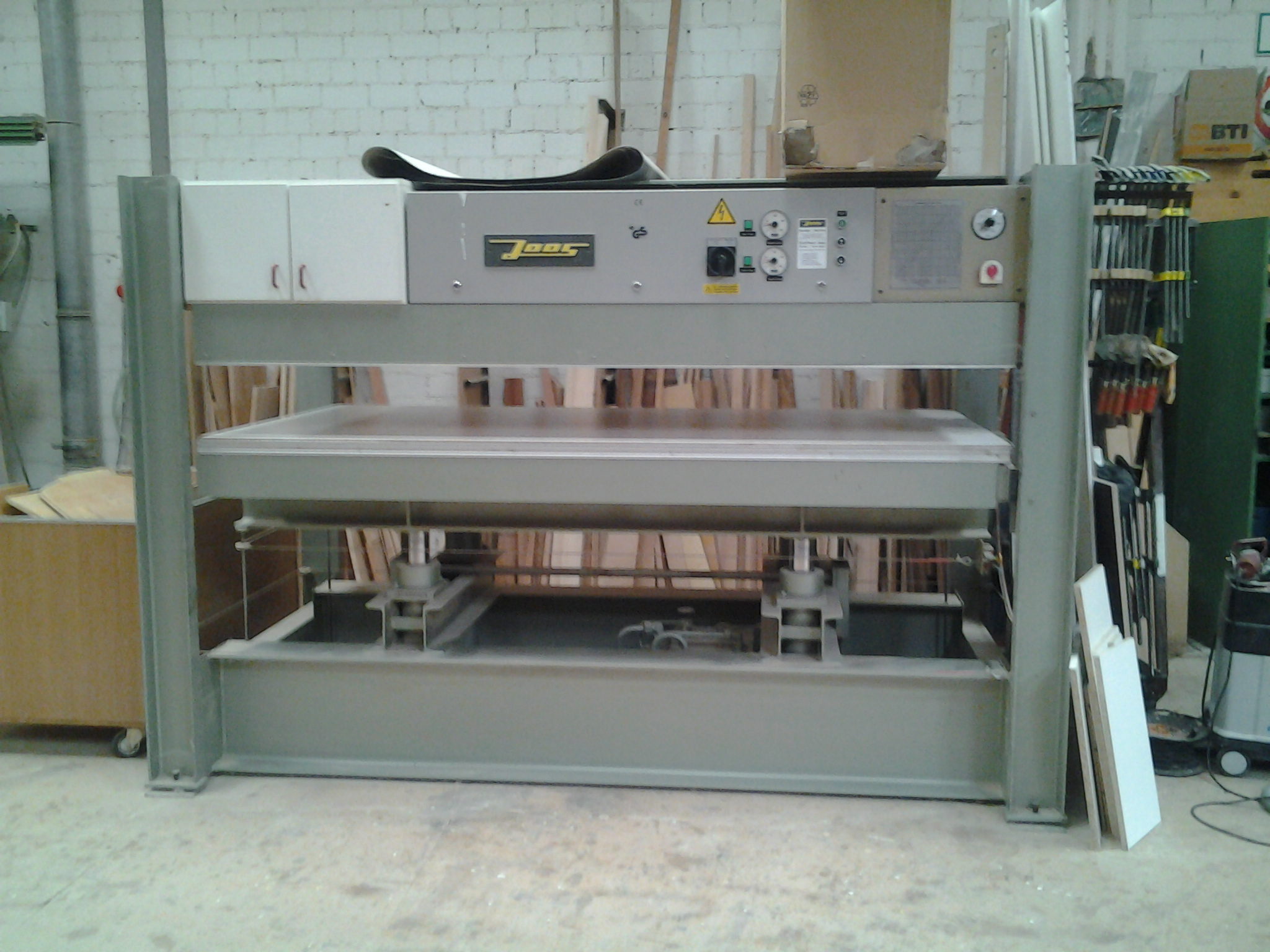
Geöffnete Furnierpresse

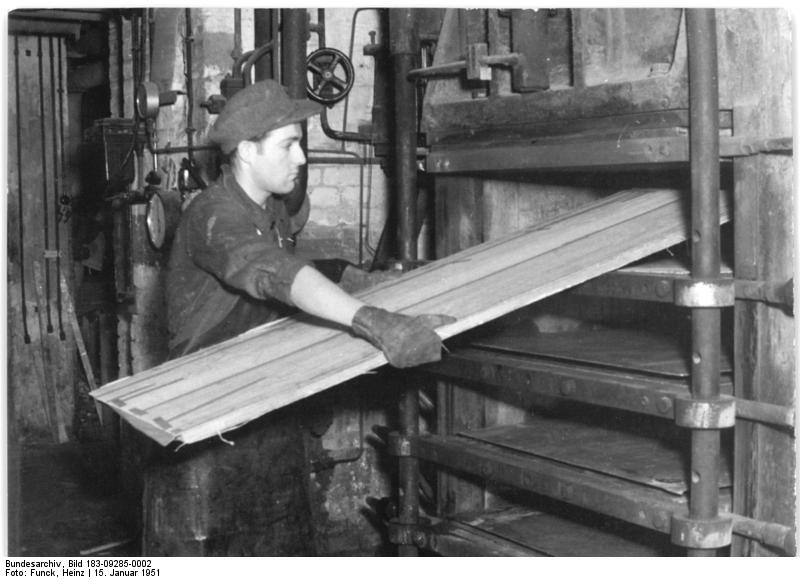
Mehretagen-Furnierpresse von 1951

Eine Furnierpresse ist ein Großgerät zur Holzbearbeitung. Mit ihr wird geringerwertiges Holz mit edleren dünnen Holzblättern (Furnier) beklebt und veredelt. Durch Druck und Temperatur wird ein gleichmäßiger Auftrag erzielt.

## Funktion

### Ein- und Mehretagenpresse
Bei der mit zwei Heizplatten aus Aluminium ausgerüsteten Heizplattenpresse (Einetagenpresse) wird der Druck durch einen Hydraulikzylinder erzeugt. Die Alternative mit mehreren Platten wird als Mehretagenpresse bezeichnet. Die Heizplatten werden mit Heißwasser, Dampf oder elektrischen Strom erwärmt. Die Temperatur und der Pressdruck können eingestellt werden. Beladen und Entladen erfolgt von Hand.

### Kurztaktpresse
Eine weitere Form ist die Kurztaktpresse. Bei schneller Aufheizzeit, mit zeitlich kurzer Öffnung und Schließung, kann dieser Typ auch bei Durchlaufpressen eingesetzt werden. Bei der Durchlaufpresse müssen alle Werkstücke auf dem zugehörigen Transportband ausgerichtet sein. Nach dem Pressvorgang werden sie über das Pressenband zur Auslaufseite transportiert und auf die Auslaufrollenbahn verschoben. Gleichzeitig werden von der Beschickungsseite weitere Werkstücke nachgeführt. In Verbindung mit schnellbindenden Klebstoffen, hoher Temperatur beim Pressen, bietet sich hier der taktweise Vorgang in einer Fertigungsstraße an. Dazu ist ein Ablaufplan notwendig. Dies gilt insbesondere für die Beschickzeit, Schließzeit, Presszeit, Öffnungszeit und die Entleerzeit.